# Gare d’Abbeville
Gare d’Abbeville – stacja kolejowa w Abbeville, w departamencie Somma, w regionie Hauts-de-France, we Francji.
Została otwarta w 1847 roku przez Compagnie du chemin de fer d'Amiens à Boulogne, natomiast Compagnie des chemins de fer du Nord wybudowała obecny budynek dworca w 1856. 
Stacja Abbeville należy do Société nationale des chemins de fer français (SNCF) oraz obsługiwana jest przez pociągi TER Picardie i TER Nord-Pas-de-Calais.